# 滇南艾
滇南艾（学名：Artemisia austro-yunnanensis）为菊科蒿属的植物，为中国的特有植物。分布于印度、越南、缅甸、泰国以及中国大陆的云南等地，生长于海拔800米至2,300米的地区，见于山坡、谷地、林缘、草地、稀树草原或灌丛等处，目前尚未由人工引种栽培。
其种加词 austro-yunnanensis 意为“云南南部的”。

## 异名
- Artemisia burmanica f. latiloba Pamp., 1925
- Artemisia burmanica subsp. latifolia Pamp.
- Artemisia dubia f. tonkingensis Pamp., 1930
- Artemisia dubia subsp. tonkingensis Pamp.